# UB-70号潜艇
陛下之UB-70号艇是德意志帝国海军于第一次世界大战期间建造的其中一艘UB-III型近岸潜艇或称U艇。它由基尔的日耳曼尼亚船厂承建，于1917年8月17日新船下水，至同年10月29日交付使用。其全长55.83米，水面及水下排水量分别为513吨和647吨，艇载武器则包括五具500毫米鱼雷发射管以及一门88毫米口径甲板炮。入役后，UB-70号曾被部署至巡洋潜艇部队，但未能取得战功；后在转配至地中海区舰队的途中击沉过1艘容积总吨为1794吨的法国轮船，继而于1918年5月5日起在直布罗陀海峡以东的地中海失踪，艇内32名官兵全数记录为阵亡。

## 设计
UB-70号是基尔日耳曼尼亚船厂承建的UB-III型首批次（UB-66至UB-71号）的五号艇，由德意志帝国海军潜艇监察局于1916年5月20日以J项战时订单（Kriegsauftrag J）之名订购，至1917年8月17日下水。其全长55.83米，舷宽5.80米。艇体采用双壳体结构，水面及水下排水量分别为513吨和647吨，浮起时的吃水深度为3.67米。由于无需像UC-II型艇那样提供水雷布设装置，设计工程师对潜艇舷弧进行了优化，增大了司令塔体积，配备两具潜望镜，司令塔与控制室之间增加一道水密舱壁。这些改进显著提高了潜艇的水下机动性和生存力。为了达到更高的航速，UB-70号采用两台猛狮六缸四冲程550匹公制馬力（405千瓦特）柴油机用于水面运行，以及两台394匹公制馬力（290千瓦特）的西门子-舒克特电动发电机用于水下航行；水面最高航速13.2節（24.4每小時），水下7.6節（14.1每小時）；能够在水面以6節（11每小時）航速续航9,090海里（16,830），或以4節（7.4每小時）连续在水下航行55海里（102）而无需充电。
UB-70号的主武器为五具500毫米艇艏鱼雷发射管，其中艇艏四具采用层叠式布局分居两侧、艇艉一具，并可搭载合共10枚G6型鱼雷。辅助武器则是一门88毫米30倍径速射炮。其标准船员编制为3名军官加31名水兵。

## 服役历史
1917年10月29日，UB-70号在前UC-56号艇长、海军上尉约翰内斯·雷米的指挥下正式入役，随即展开海试。完成海试后，该艇曾被编入驻基尔的巡洋潜艇部队（U-Kreuzer-Verband），但未能取得战功。1918年4月16日，UB-70号从德国启航前往奥匈帝国军港卡塔罗，计划转配至地中海区舰队。在穿越直布罗陀海峡之前，雷米曾率艇于5月2日在斯帕特尔角西南约45海里（83）发射鱼雷击沉了正从布宜诺斯艾利斯驶向塞特的法国货轮瓦尔迪维亚号（Valdivia，1794总吨），造成2人罹难。三天后，即5月5日，UB-70号最后一次报告其所处的直布罗陀以东的地中海位置，从此便失去了踪迹。再也没有人见过它，也没有它的任何消息。艇内32名官兵被全数记录为阵亡。

## 袭击历史摘要
| 日期         | 船名         | 船籍 | 吨位 | 结局 |
| ------------ | ------------ | ---- | ---- | ---- |
| 1918年5月2日 | 瓦尔迪维亚号 | 法國 | 1794 | 击沉 |

## 脚注
1. ↑  Rössler，第27頁.
2. 1 2  Helgason, Guðmundur. . German and Austrian U-boats of World War I - Kaiserliche Marine - Uboat.net.   [2022-05-05].
3. 1 2 3 4  Gröner 1991，第25-30頁.
4. 1 2  Helgason, Guðmundur. . German and Austrian U-boats of World War I - Kaiserliche Marine - Uboat.net.   [2015-03-08].
5. ↑  陈进，第239頁.
6. ↑  NARS，第149頁.
7. ↑  Helgason, Guðmundur. . German and Austrian U-boats of World War I - Kaiserliche Marine - Uboat.net.   [2022-05-05].
8. ↑  Helgason, Guðmundur. . German and Austrian U-boats of World War I - Kaiserliche Marine - Uboat.net.   [2015-03-08].